# Romain Lacoste
Pour les articles homonymes, voir Lacoste.
Cet article concerne un joueur français de rugby à XV. Pour le karatéka français, voir Romain Lacoste (karaté).

a Compétitions nationales et continentales officielles uniquement.

b Matchs officiels uniquement.
Dernière mise à jour le 22 octobre 2017.
Romain Lacoste, né le 29 mars 1987 à Pau, est un joueur français de rugby à XV qui évolue aux postes de demi d'ouverture et d'arrière.

## Biographie
Romain Lacoste porte en catégorie junior le maillot de l'équipe de France, avec les moins de 18 ans.
Il est formé au RC Lons et à la Section paloise avant de rejoindre le Stade rochelais.
Il rejoint ensuite l'US Dax, prolongeant en 2012 son contrat pour deux saisons supplémentaires.
Non conservé en 2014, il signe avec le club voisin de l'US Tyrosse en Fédérale 1.
En mai 2015, il est sélectionné dans le groupe destiné à représenter l'Algérie en Malaisie pour disputer la Crescent Cup Rugby Championship ; cette compétition sera la première disputée officiellement pour le XV algérien. Romain Lacoste, de nationalité française, est approché par la sélection africaine en raison des origines algériennes de sa mère. Il ne disputera finalement aucun match sous le maillot national algérien.
Après une saison à l'US Tyrosse, il signe une promesse d'embauche avec son précédent club de l'US Dax.
Lors de la rentrée 2017, il s'inscrit à la formation de manager général de club sportif dispensée par le Centre de droit et d'économie du sport de Limoges.

## Palmarès

### En club
- Championnat de France de rugby à XV de 2e division :
  - Demi-finaliste : 2012 avec l'US Dax.

### En sélection nationale
- International -18 ans : participation au championnat FIRA-AER 2006 en Italie[réf. nécessaire].